# Empire Awards per il miglior horror
Gli Empire Awards per il miglior horror sono un riconoscimento cinematografico inglese, votato dai lettori della rivista Empire. Il premio viene consegnato annualmente dal 2006.

## Vincitori e candidati
I vincitori sono indicati in grassetto.

### 2000
- 2006
  - The Descent - Discesa nelle tenebre (The Descent), regia di Neil Marshall
  - La terra dei morti viventi (Land of the Dead), regia di George A. Romero
  - The Skeleton Key, regia di Iain Softley
  - Wolf Creek, regia di Greg McLean

- 2007
  - Hostel, regia di Eli Roth
  - The Host (Gwoemul), regia di Bong Joon-ho
  - Le colline hanno gli occhi (The Hills Have Eyes), regia di Alexandre Aja
  - Non aprite quella porta - L'inizio (The Texas Chainsaw Massacre: The Beginning), regia di Jonathan Liebesman

- 2008
  - 28 settimane dopo  (28 Weeks Later), regia di Juan Carlos Fresnadillo
  - 1408, regia di Mikael Håfström
  - 30 giorni di buio (30 Days of Night), regia di David Slade
  - Grindhouse - A prova di morte (Death Proof), regia di Quentin Tarantino
  - Saw IV, regia di Darren Lynn Bousman

- 2009
  - Eden Lake, regia di James Watkins
  - The Orphanage (El Orfanato), regia di Juan Antonio Bayona
  - Sweeney Todd - Il diabolico barbiere di Fleet Street (Sweeney Todd: The Demon Barber of Fleet Street), regia di Tim Burton
  - The Mist, regia di Frank Darabont
  - The Strangers, regia di Bryan Bertino

### 2010
- 2010
  - Lasciami entrare (Låt den rätte komma in), regia di Tomas Alfredson
  - Drag Me to Hell, regia di Sam Raimi
  - Paranormal Activity, regia di Oren Peli
  - Thirst (박쥐), regia di Park Chan-wook
  - Benvenuti a Zombieland (Zombieland), regia di Ruben Fleischer

- 2011
  - L'ultimo esorcismo (The Last Exorcism), regia di Daniel Stamm
  - Nightmare (A Nightmare on Elm Street), regia di Samuel Bayer
  - Blood Story (Let Me In), regia di Matt Reeves
  - Paranormal Activity 2, regia di Tod Williams
  - La città verrà distrutta all'alba (The Crazies), regia di Breck Eisner

- 2012
  - Kill List, regia di Ben Wheatley
  - Attack the Block - Invasione aliena (Attack the Block), regia di Joe Cornish
  - Insidious, regia di James Wan
  - Paranormal Activity 3, regia di Ariel Schulman e Henry Joost
  - Troll Hunter, regia di André Øvredal

- 2013
  - The Woman in Black, regia di James Watkins
  - Killer in viaggio (Sightseers), regia di Ben Wheatley
  - Sinister, regia di Scott Derrickson
  - Dark Shadows, regia di Tim Burton
  - Quella casa nel bosco (The Cabin in the Woods), regia di Drew Goddard

- 2014
  - L'evocazione - The Conjuring (The Conjuring), regia di James Wan
  - I disertori - A Field in England (A Field in England), regia di Ben Wheatley
  - La casa (Evil Dead), regia di Fede Álvarez
  - World War Z, regia di Marc Forster
  - You're Next, regia diAdam Wingard

- 2015[1]
  - Babadook (The Babadook), regia di Jennifer Kent
  - Annabelle, regia di John R. Leonetti
  - Oculus - Il riflesso del male (Oculus), regia di Mike Flanagan
  - The Guest, regia di Adam Wingard
  - Under the Skin, regia di Jonathan Glazer

- 2016[2]
  - The Hallow, regia di Corin Hardy
  - Crimson Peak, regia di Guillermo del Toro
  - Insidious 3 - L'inizio (Insidious: Chapter 3), regia di Leigh Whannell
  - It Follows, regia di David Robert Mitchell
  - Krampus - Natale non è sempre Natale (Krampus), regia di Michael Dougherty

- 2017[3]
  - The Witch, regia di Robert Eggers
  - Man in the Dark (Don't Breathe), regia di Fede Álvarez
  - L'ombra della paura (Under the Shadow), regia di Babak Anvari
  - The Conjuring - Il caso Enfield (The Conjuring 2), regia di James Wan
  - Green Room, regia di Jeremy Saulnier
- 2018[4]
  - Scappa - Get Out (Get Out), regia di Jordan Peele
  - Autopsy (The Autopsy of Jane Doe), regia di André Øvredal
  - It (It: Chapter One), regia di Andrés Muschietti
  - Madre! (Mother!), regia di Darren Aronofsky
  - Split, regia di M. Night Shyamalan